# 金光站
金光站（日语：／ Konkō eki */?）是位於日本岡山縣淺口市，屬於西日本旅客鐵道（JR西日本）山陽本線的車站。

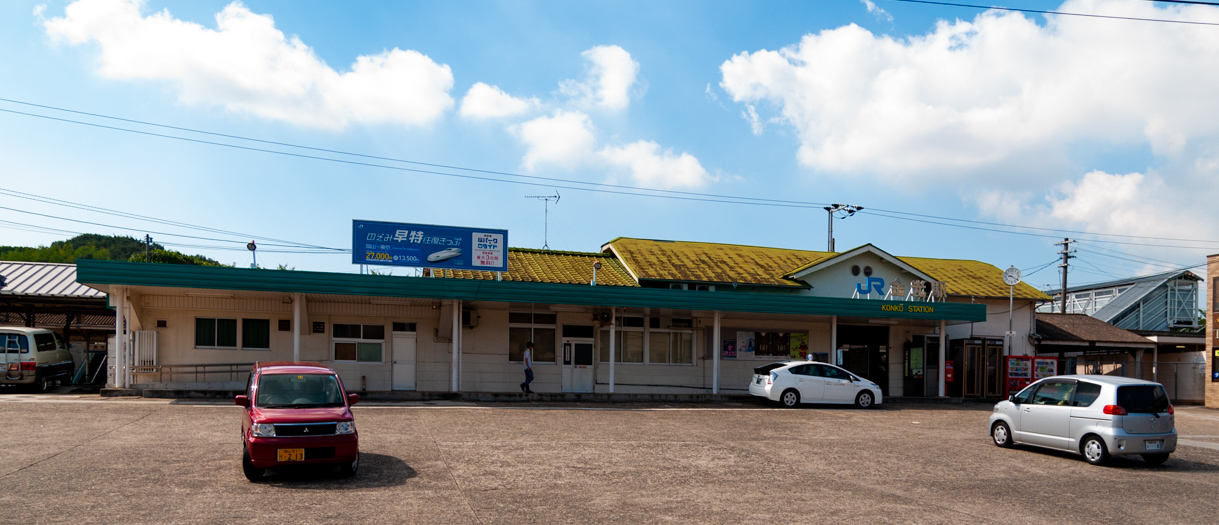
北口（2011年8月）

## 概要
本站的站名源自於淺口市成立前，因當時此站位於淺口郡金光町而得名。同時本站也是最接近金光教總部的車站。在金光教祭典舉行時期，月台上蓋會掛上一些該教的裝飾品。而在快速「大陽快車」中，部分下行（福山方向）班次會在此停靠。

## 歷史

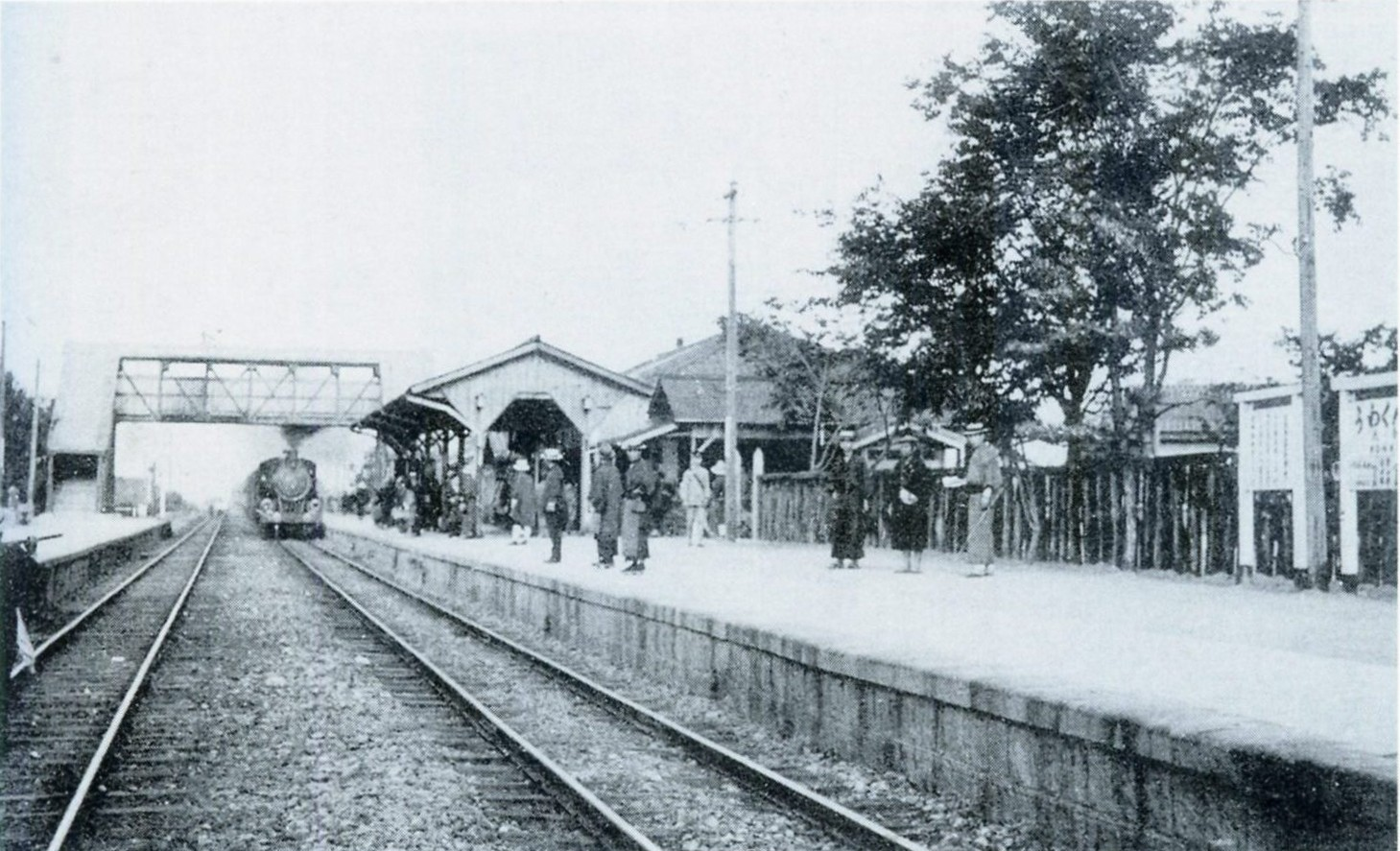
大正時代的金光站

- 1901年（明治34年）8月4日 - 山陽鐵道玉島站（現時為新倉敷站）至鴨方站之間開設金神站（日语：／）[1]。為旅客、貨運車站。
  - 當時車站位於岡山縣淺口郡占見村占見新田。
- 1902年（明治35年）3月 - 現時的車站大樓（車站小屋）落成。入口的右邊設有「建物財產標」。
- 1905年（明治38年）4月1日 - 隨著三和村（日语：金光町）成立，車站位於岡山縣淺口郡三和村占見新田。
- 1906年（明治39年）12月1日 - 山陽鐵道國有化（日语：鉄道国有法），成為官設鐵道車站。
- 1909年（明治42年）10月12日 - 制定路線名稱。成為山陽本線車站。
- 1919年（大正8年）4月1日 - 車站改名為金光站。
- 1923年（大正12年）10月31日 - 三和村實施町制，成為金光町（日语：金光町），車站位於岡山縣淺口郡金光町占見新田。
- 1971年（昭和46年）8月15日 - 終止貨物起卸業務。
- 1986年（昭和61年） - 綠色窗口開始營業。
- 1987年（昭和62年）4月1日 - 伴隨國鐵分割民營化，車站由西日本旅客鐵道（JR西日本）營運。
- 2006年（平成18年）3月21日 - 隨著淺口市成立，車站位於岡山縣淺口市金光町占見新田。
- 2007年（平成19年）
  - 5月27日 - 引入可接受ICOCA的自動閘機（日语：自動改札機）。
  - 9月1日 - 此站可以使用ICOCA。
- 2016年（平成28年）4月22日 - 隨著引入CTC[2][3]，閘口與月台設置了LED式列車出發資訊牌。

## 車站構造
此站是地面車站，設有1號1線的單式月台（1號月台）和1面2線的島式月台（2、3號月台）。此站在2012年9月前曾設有3面4線的單式和島式月台，4號月台是金光教的團體列車（通稱:金光臨）專用月台。在淺口市進行南出口發展計劃（下述）時停止使用。在2013年3月把路軌撤走。4號月台曾是島式月台，設有5號月台，也是團體專用月台(該月台只可向岡山出發和到達，為港灣式月台)，現時已廢止和撤走路軌。
此站是直營車站，並由新倉敷站負責管理。此站可以使用ICOCA與其互相可以使用的IC卡，並在2007年（平成19年）夏季引入可支援ICOCA的自動閘機（閘門式）。
站內的兩座月台東西兩方各設有1座跨線橋，東邊（岡山一方）的跨線橋設有升降機。在4號月台設有金光教參拜客專用的南驗票閘口（與4號月台同樣，通常是關閉的，不可使用IC卡）。在西邊（福山一方）的跨線橋在1915年（大正4年）建成，在樓梯最下的柱中寫有「鐵道院」「大正四年」的文字。該跨線橋於2009年（平成21年）2月成為近代工業遺產。另外，在月台部分上蓋使用了在鐵道黎明時期使用的雙頭軌道，成為車站的歷史陳蹟。
在2012年9月12日，淺口市收購舊4號與5號月台的土地，以進行周邊發展計劃。當中新設南出口廣場、迴旋路、市營巴士站、的士站、停泊單車場。根據報道，工程目標需要在特殊債券到期前（2015年）完成，但隨後並持續進行。在2017年尾，舊4、5號月台的拆毀工程開始。
截至2019年，舊南出口的跨線橋開始拆毀，南出口旁的河岸也被拉平。

### 月台
| 月台 | 路線     | 上下行 | 方向                 | 備註                       |
| ---- | -------- | ------ | -------------------- | -------------------------- |
| 1    | 山陽本線 | 上行   | 倉敷、岡山方向       |                            |
| 2、3 | 山陽本線 | 下行   | 福山、尾道、廣島方向 | 廣島方向的列車需在糸崎轉乘 |

- 1號月台為上行本線，3號月台為下行本線，2號月台為副本線，上下行列車也可使用和出發。
  - 在2019年3月16日時間表修正中，設有下行列車使用2號月台停站等待快速「太陽快車」駛越。
- 金光教的團體專用列車使用2號月台。
- 在發生事故或各種特別情況，例如大雨、落雷等使時間表混亂時，列車會在此站臨時折返或臨時停泊。
- 進站音樂方面，1號月台曾播放「出發好日子（日语：いい日旅立ち）」，2至4號月台曾播放「瀨戶的新娘」，在2012年3月，改用了JR西日本標準進站音樂（隨後在2016年5月12日，由於運行管理系統改變，車站自動廣播系統更新）。
- 在未改變進站音樂前，隨了瀨戶大橋線、予讚線以，此站是唯一在進站音樂中播放「瀨戶的新娘」的車站。

## 使用狀況
以下為近年1日平均乘車人次：
| 乘車人次轉變 | 乘車人次轉變     |
| 年度         | 1日平均 乘車人次 |
| ------------ | ---------------- |
| 1999         | 3,127            |
| 2000         | 3,053            |
| 2001         | 2,930            |
| 2002         | 2,895            |
| 2003         | 2,905            |
| 2004         | 2,768            |
| 2005         | 2,723            |
| 2006         | 2,649            |
| 2007         | 2,608            |
| 2008         | 2,580            |
| 2009         | 2,491            |
| 2010         | 2,452            |
| 2011         | 2,399            |
| 2012         | 2,423            |
| 2013         | 2,516            |
| 2014         | 2,352            |
| 2015         | 2,413            |
| 2016         | 2,391            |
| 2017         | 2,350            |

## 車站周邊
- 淺口市政廳金光綜合分所（舊金光町（日语：金光町）公所）
- 金光教（日语：金光教）總部
- 金光學園中學·高等學校（日语：金光学園中学・高等学校）
- Marunaka（日语：マルナカ (チェーンストア)）金光店
- 金光郵局
- 金光宮黑郵局
- 中國銀行金光分店
- 玉島信用金庫（日语：玉島信用金庫）金光分店

## 巴士路線
- 淺口連繫號（日语：浅口ふれあい号）

## 相鄰車站
西日本旅客鐵道
 山陽本線
■普通
新倉敷－金光－鴨方

## 注腳
1. ↑  「停車場設置」『官報』1901年8月9日（國立國會圖書館數碼化收藏資料）
2. ↑  .   [2020-03-24]. （原始内容存档于2020-03-24）.
3. ↑  .   [2020-03-24]. （原始内容存档于2020-03-24）.
4. ↑   (PDF).   [2020-03-24]. （原始内容 (PDF)存档于2014-08-17）.
5. ↑  金光駅南口広場を新設 （页面存档备份，存于） - 中國新聞，2012年9月13日。megalodon的存檔。
6. ↑  . 淺口市. 2019-09-03  [2019-11-22]. （原始内容存档于2020-09-25）.
7. ↑  . 岡山縣.   [2019年3月24日]. （原始内容存档于2019年3月24日）.

## 外部連結
- 金光｜車站資訊：JR出門網 - 西日本旅客鐵道